# Noaleon limbatellus
Noaleon limbatellus är en insektsart som först beskrevs av Navás 1913.  Noaleon limbatellus ingår i släktet Noaleon och familjen myrlejonsländor. Inga underarter finns listade i Catalogue of Life.